# La modelo
La modelo è un singolo del cantante portoricano Ozuna, pubblicato il 22 dicembre 2017 come primo estratto dal secondo album in studio Aura.
Il brano vede la partecipazione della rapper statunitense Cardi B.

## Descrizione
La canzone ha un ritmo dancehall con «un'anima reggaeton». Ozuna ha descritto La modelo come «dancehall giamaicano», adatta ai club». Cardi B rappa sia in spagnolo che in inglese.

## Accoglienza
Scrivendo per Pitchfork, Matthew Ismael Ruiz ha lodato la versatilità della rapper, considerandola il motivo per il quale è diventata importante per la musica durante l'anno.

## Video musicale
Il video musicale, diretto da Nuno Gomes e girato in Giamaica, è stato reso disponibile il 19 dicembre 2017.

## Classifiche
| Classifica (2018) | Posizione massima |
| ----------------- | ----------------- |
| Canada            | 84                |
| Spagna            | 50                |
| Stati Uniti       | 52                |